# Allan Ramsay
Allan Ramsay (Edinburgh, 13 oktober 1713 - Dover, 10 augustus 1784) was een vooraanstaand Schots portretschilder. Hij was lange tijd hofschilder van de Britse koning George III.

## Levensloop
Allan Ramsay werd op 13 oktober 1713 in Edinburgh geboren. Zijn vader, die ook Allan Ramsay heette, was dichter en de schrijver van het komische toneelstuk The Gentle Shepherd. Toen hij twintig jaar oud was vertrok hij naar Londen, waar hij schilderles kreeg van de Zweedse kunstschilder Hans Hysing. Hij studeerde daar ook aan de St. Martin's Lane Academy. In 1736 verhuisde hij naar Rome en Napels. Daar was hij drie jaar lang in dienst van de Italiaanse kunstschilders Francesco Solimena en Imperiali (echte naam: Francesco Fernandi).
In 1738 keerde hij terug naar Edinburgh. Daar viel hij op door twee portretten te schilderen van Duncan Forbes, heer van Culloden, en Archibald Campbell, de derde hertog van Argyll. Dit laatste portret verscheen later op bankbiljetten van de Royal Bank of Scotland. Hierna verhuisde Ramsay naar Londen, waar hij in dienst was van Francis Egerton, de derde hertog van Bridgewater. Hij werd al snel een graag gezien figuur, mede door zijn welgemanierdheid en artistieke vaardigheden. Zijn enige concurrent van betekenis was de portretschilder Thomas Hudson. De schilder Jozef van Aken werkte zowel voor deze Hudson als voor Allan Ramsay. Van Aken schilderde de gewaden en draperieën op de portretten van Hudson en Ramsay.

### Twee huwelijken
In 1739 trouwde Ramsay met Anne Bayne, de dochter van Alexander Bayne van Rires (ca. 1684-1737) en Mary Carstairs (1695?-1759). Anne stierf op 4 februari 1743, na de geboorte van hun derde kind. Al hun kinderen stierven in hun kindertijd.
Ramsay gaf tekenles aan anderen. Een van zijn leerlingen was Margaret Lindsay, de oudste dochter van Sir Alexander Lindsay van Evelick en Amelia Murray (de kleindochter van David Murray, de 5e burggraaf van Stormont, en de zus van de marine-officier John Lindsay). Al snel werden ze verliefd op elkaar, en op 1 maart 1752 trouwden ze in de Canongate Kirk, een kerk in Edinburgh. Haar vader heeft haar het nooit vergeven dat ze met een kunstschilder trouwde. Ramsay moest al een dochter uit zijn vorige huwelijk onderhouden, evenals zijn twee van zijn zussen. Toch probeerde hij Sir Alexander gerust te stellen door hem te vertellen dat hij Margaret elk jaar een toelage van £100 zou geven. Ook voegde hij hieraan toe dat deze toelage hoger zou worden als hij meer opdrachten zou krijgen, en dat dat dit ook zou gebeuren (‘as my affairs increase, and I thank God, they are in a way of increasing’). Verder deelde hij aan hem mee dat hij alleen met Margaret was getrouwd omdat hij oprecht verliefd op haar was, en dat zij uiteraard eigenlijk recht had op een veel meer kapitaalkrachtige man dan hem (‘my love for your Daughter, who, I am sensible, is entitled to much more than ever I shall have to bestow upon her’). Ze hadden een lang en gelukkig huwelijk. Ze kregen drie kinderen: Amelia (1755-1813), Charlotte (1758-1818?) en John (1768-1845).

### Italië
Ramsay en zijn tweede vrouw verbleven van 1754 tot 1757 in Italië, alwaar ze Rome, Florence, Napels en Tivoli bezochten. Hier deden ze onderzoek naar oude meesters, voorwerpen uit de oudheid, en archeologische opgravingen. Ook schilderde en tekende hij deze dingen na. Ramsay verdiende in deze periode zijn geld door portretten te schilderen van welgestelde reizigers die de Grand Tour aan het volgen waren. Tijdens dit soort uitstapjes naar Italië hield hij zich niet alleen met kunst bezig, maar vooral ook met literair en oudheidkundig onderzoek.

### Hofschilder
Ramsay werd in 1767, nadat het echtpaar teruggekeerd was naar Groot-Brittannië, aangesteld als "Principal Painter in Ordinary" van George III. Deze belangrijke aanstelling hield in dat Ramsay de hofschilder van de Britse koning werd. Zijn oude rivaal Thomas Hudson was ook een van de gegadigden voor deze functie, maar had hierbij het nakijken. De Britse koning bestelde zoveel portretten, die hij cadeau deed aan ambassadeurs en koloniale gouverneurs, dat Ramsay verschillende assistenten in dienst nam. Deze assistenten hielpen hem bij het schilderen van portretten, door bijvoorbeeld achtergronden en kleding te schilderen, terwijl Ramsay zich vooral bezighield met het schilderen van de koning zelf. Van al deze assistenten zijn David Martin en Philip Reinagle het meest bekend.
In 1773 raakt hij gewond aan zijn rechterarm, waardoor hij genoodzaakt was om te stoppen met schilderen. Zijn assistenten bleven na dit ongeluk echter wel replicas van koninklijke portretten produceren, waarvan veel aan overheidsfunctionarissen in het buitenland werden gegeven. Doordat Ramsay niet meer kon schilderen, hield hij veel meer tijd over voor andere bezigheden: in zijn latere jaren hield hij zich voornamelijk bezig met oudheidkundige archeologie, het deelnemen aan gesprekken in literaire kringen, en het schrijven van politieke pamfletten. Van 1775 tot 1777 ondernam hij een derde reis naar Italië. Toen zijn vrouw in 1782 stierf, begon zijn gezondheid drastisch te verslechteren. Hierna vertrok hij opnieuw naar het door hem zo geliefde Italië, waar hij van 1782 tot 1784 verbleef. Ramsay verbleef in zijn laatste levensjaren in het zuiden van Engeland, waar zijn gezondheid het volledig liet afweten. Hij stierf op 10 augustus 1784, in Dover.

## Voorbeelden van Ramsays werk

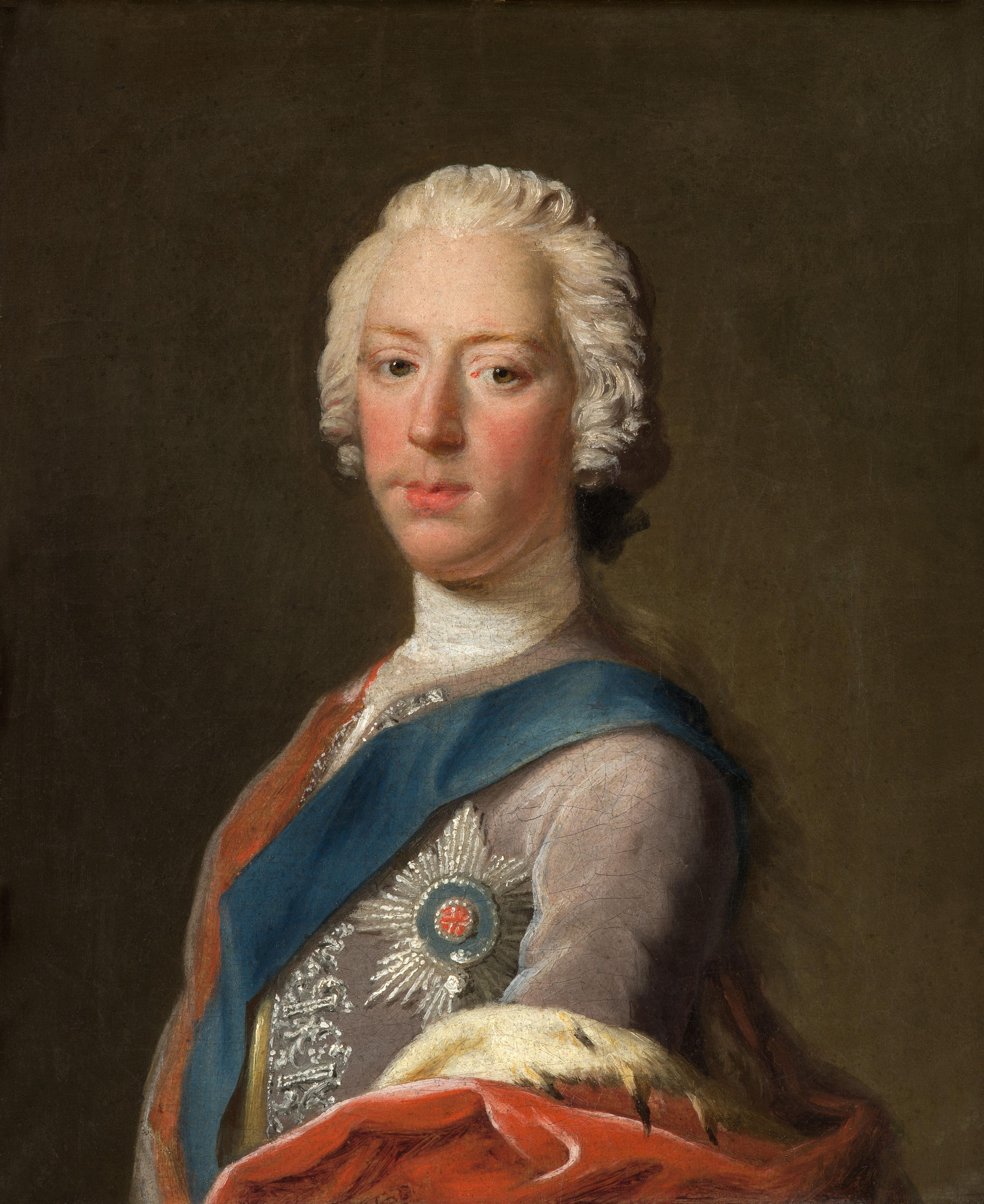
Portret van Karel Eduard Stuart, in 1745 in Edinburgh geschilderd
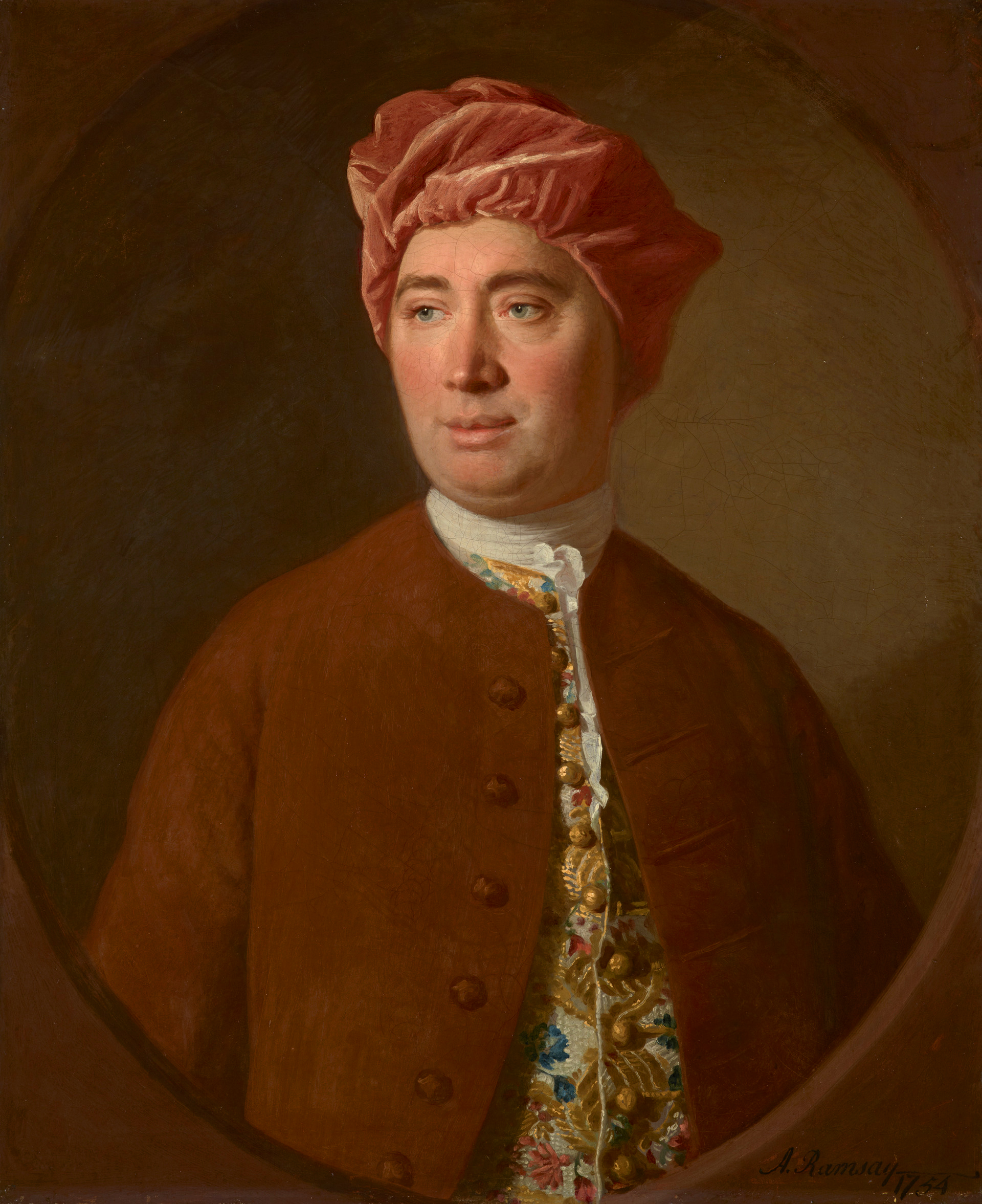
David Hume (1754)
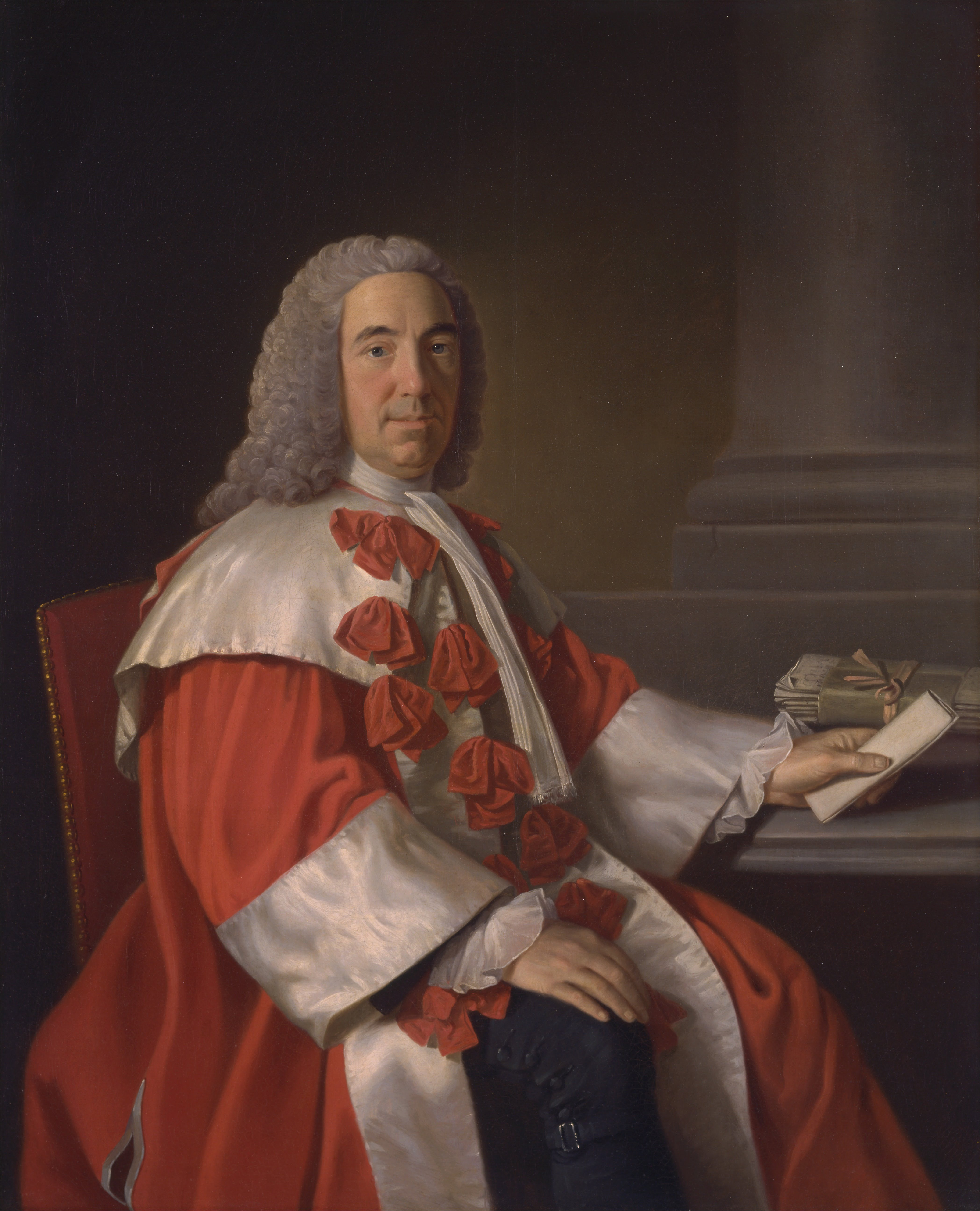
Alexander Boswell, Lord Auchinleck (1754-1755)
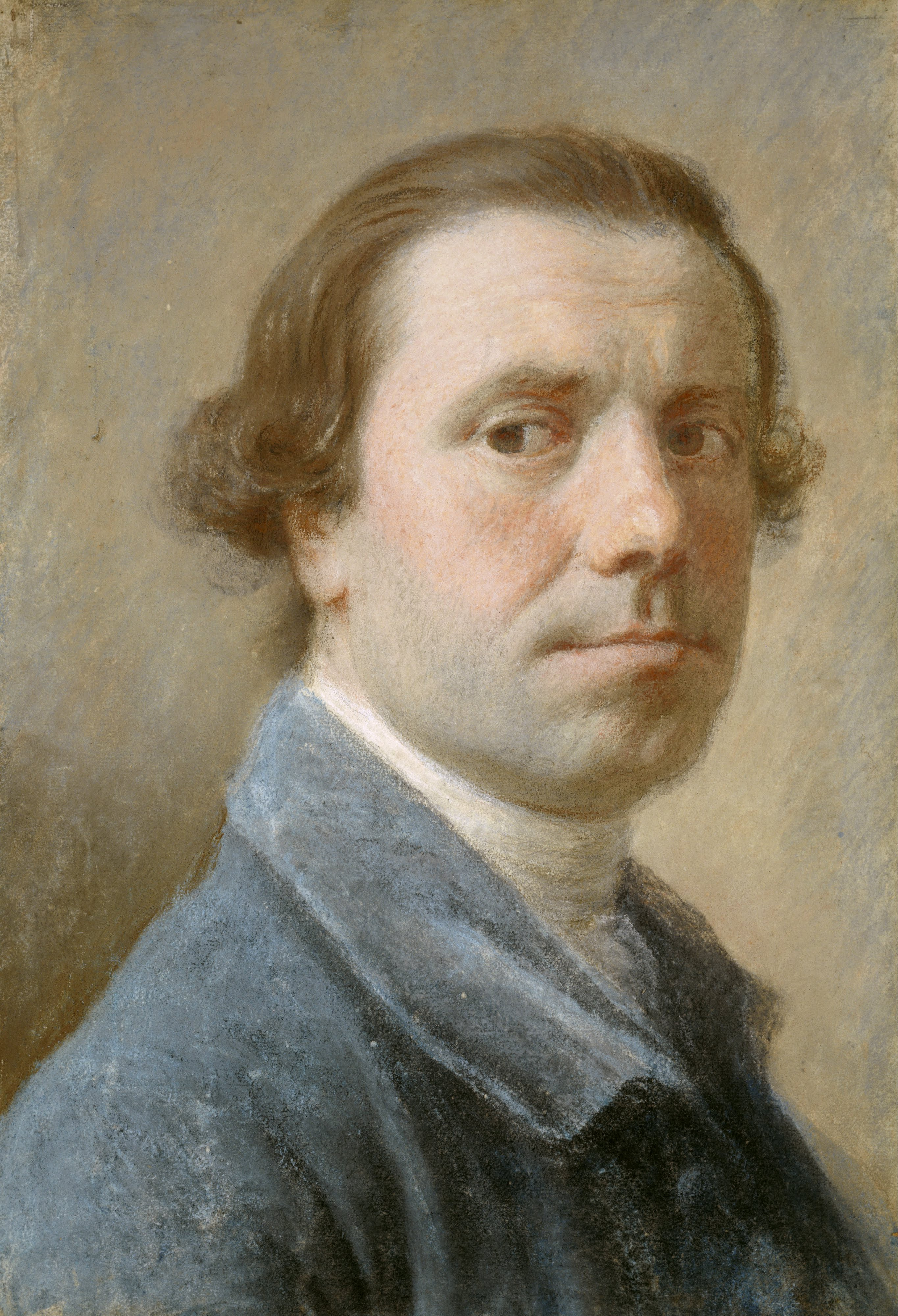
Zelfportret (1756)
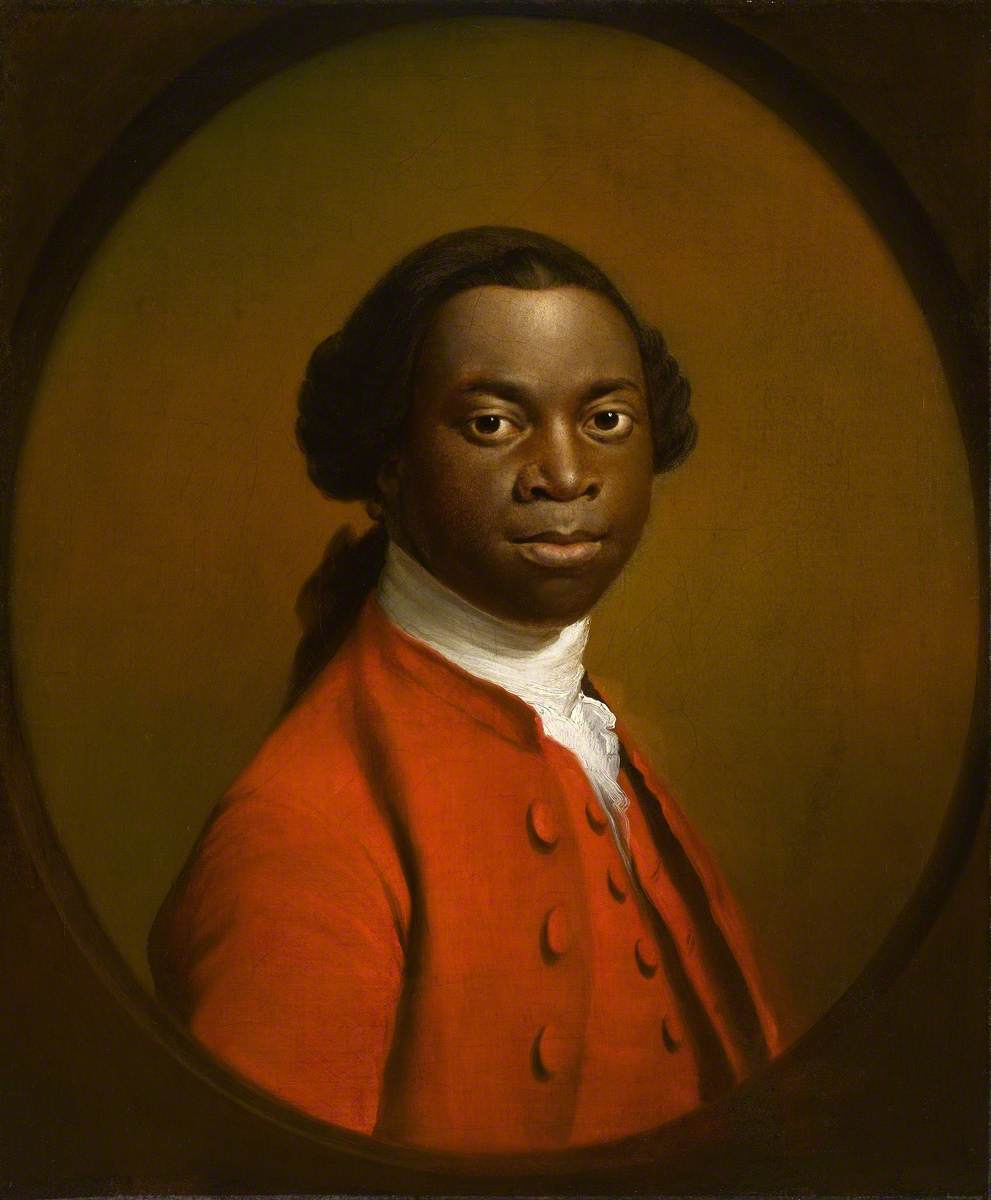
Portrait of an African (ca. 1760)
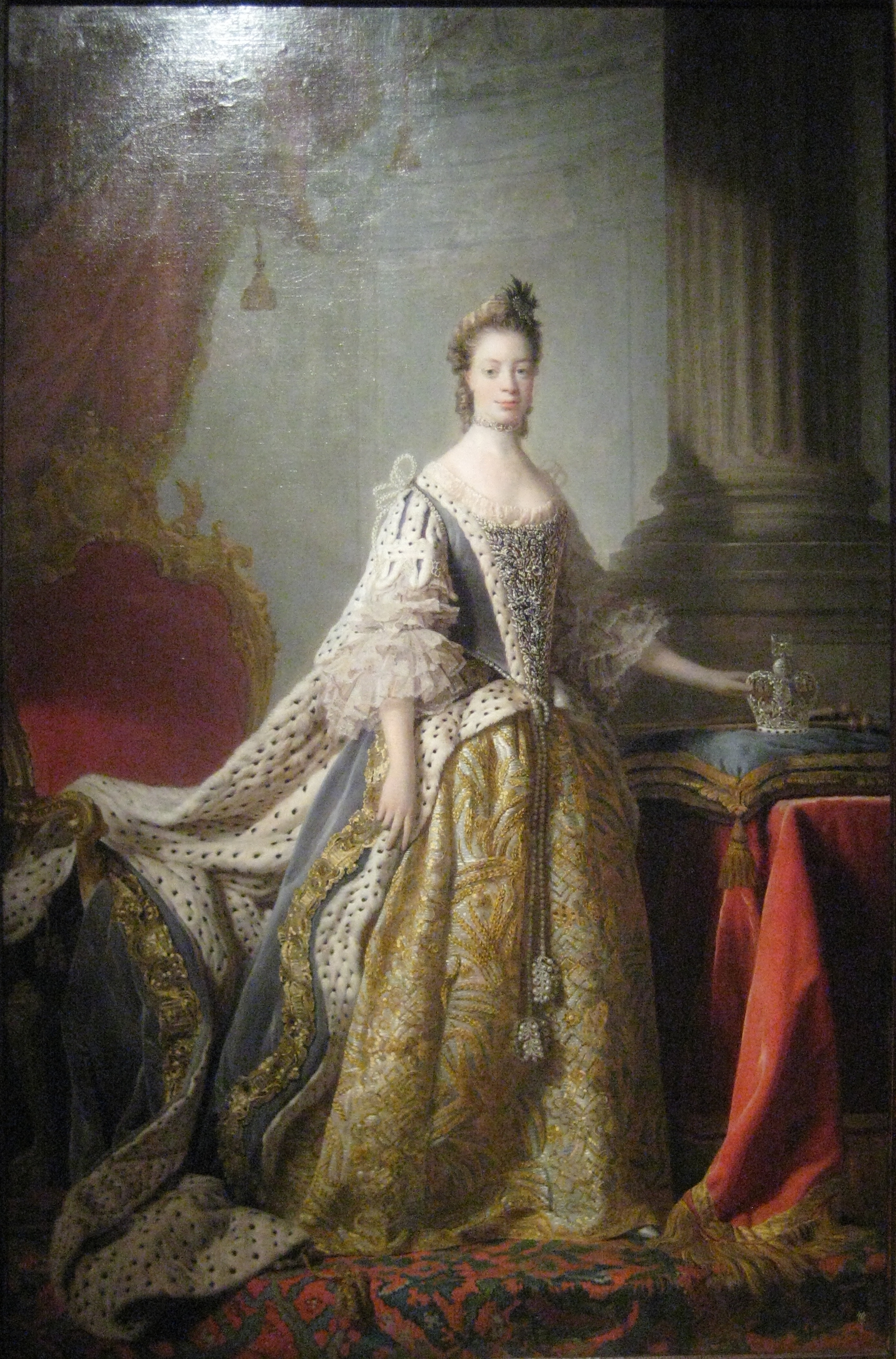
Koningin Charlotte, 1762
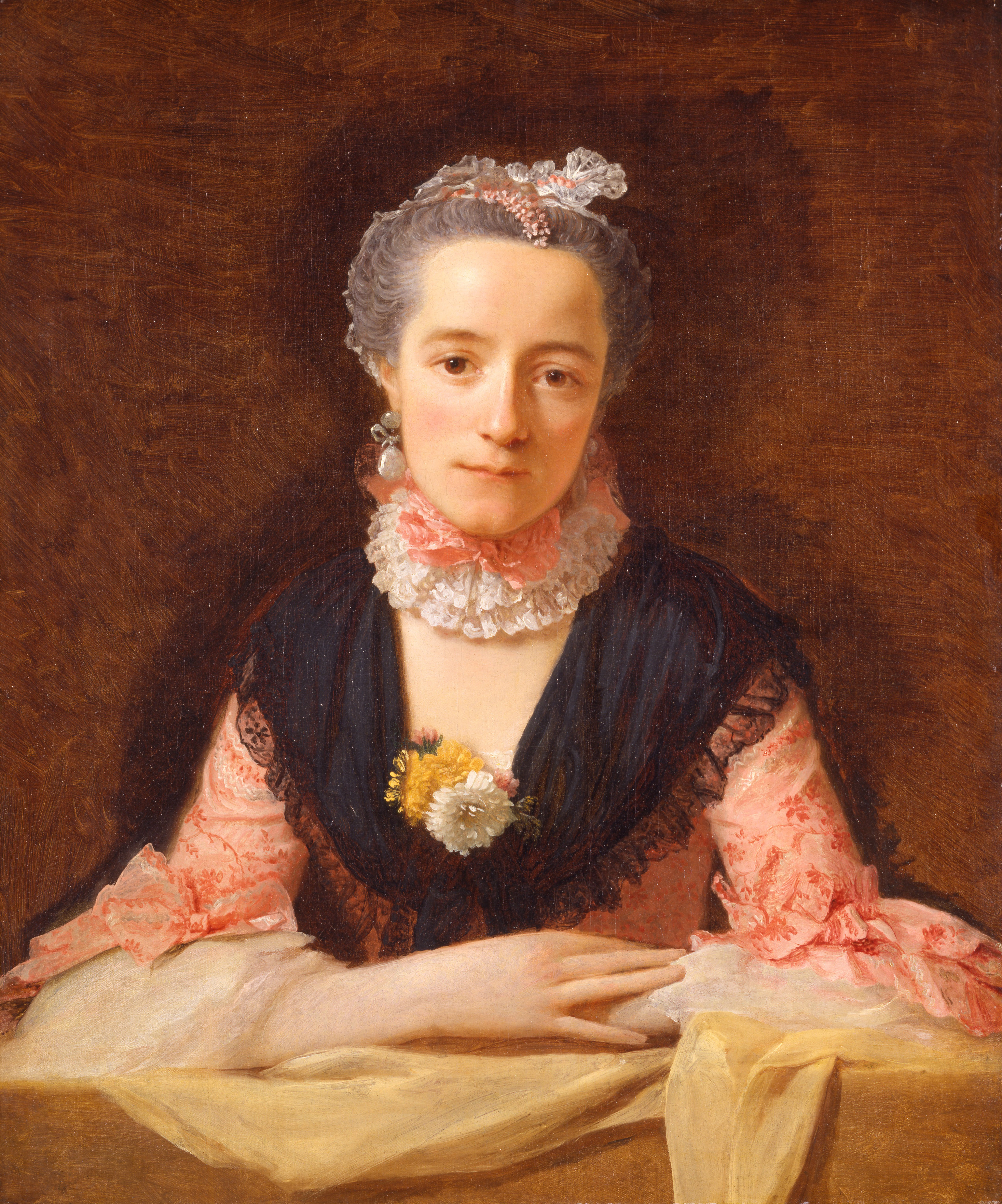
Lady in a Pink Silk Dress (circa 1762)

- Auckland Art Gallery Toi o Tāmaki: 550
- Art Gallery of South Australia: 3533
- Biblioteca Nacional de España: XX5442756
- Bibliothèque nationale de France: cb136026493 (data)
- Catàleg d'autoritats de noms i títols de Catalunya: 981058509392506706
- CiNii: DA07438702
- Gemeinsame Normdatei: 118749005
- International Standard Name Identifier: 0000 0000 9576 2163
- Library of Congress Control Number: n85011073
- National Gallery of Victoria: 1189
- Nationale Bibliotheek van Tsjechië: xx0283232
- Nationale bibliotheek van Australië: 35440991
- Nationale Bibliotheek van Israël: 987007604765405171
- Nederlandse Thesaurus van Auteursnamen: 071042512
- Réseau des bibliothèques de Suisse occidentale: 02-A022773119
- RKD-Nederlands Instituut voor Kunstgeschiedenis: 65557
- LIBRIS: 293904
- SNAC: w6c827d1
- Système universitaire de documentation: 030210682
- Trove: 953825
- Union List of Artist Names: 500019302
- Virtual International Authority File: 49266202
- WorldCat: E39PBJwd8YydfQJTJy3j7VkhpP